# 吳用先
吳用先（1558年—1626年），字體中，號本如，直隸安慶府桐城縣籍，徽州府休寧縣人，明朝政治人物，萬曆壬辰進士，官至薊遼總督。

## 生平
萬曆十九年（1591年）辛卯科順天鄉試第五名舉人，二十年（1592年）聯捷壬辰科三甲二十七名進士。户部觀政，授江西临川县知县，七年政绩第一，二十七年召为户部主事，本年改兵部職方司主事，二十八年典試福建。三十一年升禮部员外郎，三十三年升郎中，三十四年升浙江右參政，三十六年（1608年）八月，升浙江按察使，三十八年升浙江左布政使，三十九年轉左布政使，皆有政績。四十年升都察院右副都御史、巡抚四川。四十四年（1616年）五月，七疏乞休养病歸。
天启三年（1623年）二月，起升通政使，本年改工部右侍郎。四年（1624年）正月，升兵部右侍郎兼右副都御史总督宣大山西军务。三月代替王象乾改任蓟辽总督。五年（1625年）三月，因不堪任，著冠带闲住，明朝廷改派王之臣担任蓟辽总督。寻卒于家，崇祯初复原官，赐祭葬。

## 著作
有《周易筏語》《寒玉山房》等集。

## 家族
曾祖吳禎；祖父吳一鳳，生员；父吳應道，生员。